# فرودگاه استیجاری شارلوت–مونرو
فرودگاه شارلوت-مونرو ایگزکیتیو (به انگلیسی: Charlotte-Monroe Executive Airport) یک فرودگاه همگانی بهره‌برداری هوایی است که یک باند فرود آسفالت دارد و طول باند آن ۱۶۷۶ متر است. این فرودگاه در کشور ایالات متحده آمریکا قرار دارد و در ارتفاع ۲۰۷ متری از سطح دریا واقع شده‌است.